# جان تیافیلیس دزاگولیه
جان تیافیلیس دزاگولیه (انگلیسی: John Theophilus Desaguliers؛ زاده ۱۲ مارس ۱۶۸۳ – درگذشته ۲۹ فوریه ۱۷۴۴)، فیلسوف طبیعی، روحانی، مهندس و فراماسون انگلیسی-فرانسوی بود که در سال ۱۷۱۴ به عنوان دستیار تجربی ایزاک نیوتن به عضویت انجمن سلطنتی انتخاب شد. او در آکسفورد تحصیل کرده بود و بعدها نظریه‌های نیوتونی و کاربردهای عملی آنها را در سخنرانی‌های عمومی رواج داد. جیمز برایجس، اولین دوک شنداس مهمترین حامی دزاگولیه بود. در اوایل دهه ۱۷۲۰ دزاگولیه به عنوان یک فراماسون نقش مؤثری در موفقیت اولین گرند لاج لندن داشت و به عنوان سومین استاد بزرگ آن خدمت کرد.